# Marouane Fellaini
Marouane Fellaini-Bakkioui (Etterbeek, Bèlgica, 22 de novembre de 1987), conegut com a Marouane Fellaini, és un futbolista belga que juga pel Shandong Taishan F.C. i la selecció de Bèlgica.

## Palmarès
Standard Liège
- 1 Lliga belga: 2007-08.

Manchester United FC
- 1 Lliga Europa de la UEFA: 2016-17.
- 1 Copa anglesa: 2015-16.
- 1 Copa de la lliga anglesa: 2016-17.
- 1 Community Shield: 2016.